# 溫特斯韋克

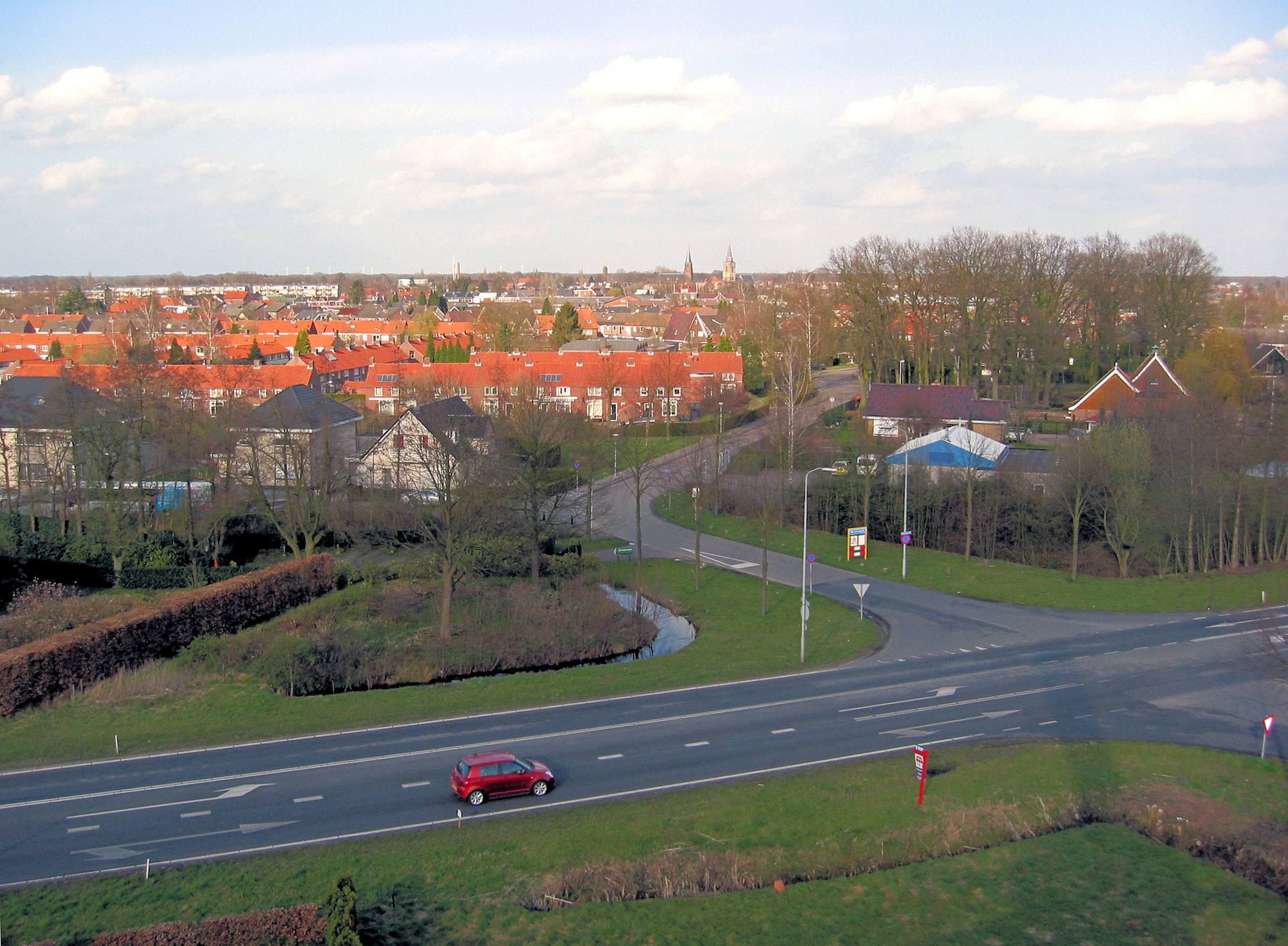
溫特斯韋克

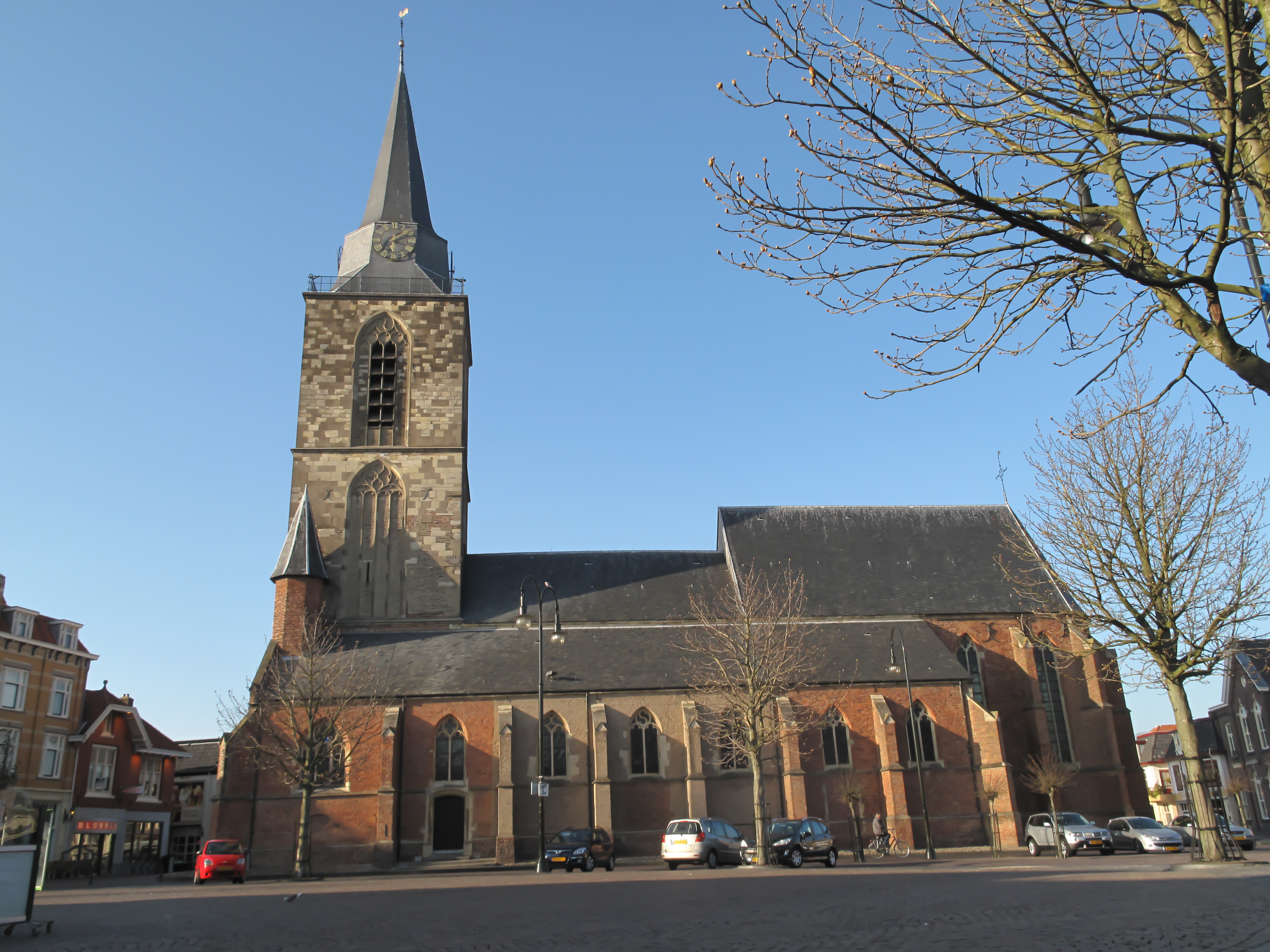
鎮上的教堂

溫特斯韋克（荷蘭語：Winterswijk，荷蘭語發音：[ˌʋɪntərsˈʋɛik] ⓘ）是荷蘭的一个市镇，位於該國東部，由海爾德蘭省負責管轄，始建於公元1000年左右，面積138.8平方公里，2007年人口29,231，人口密度為每平方公里211人。

## 外部連結
- Official website （页面存档备份，存于）
- Youth community for the Achterhoek, started in Winterswijk （页面存档备份，存于）

51°58′N 6°43′E / 51.967°N 6.717°E